# Qualifications du tournoi masculin de hockey sur gazon aux Jeux CAC de 2023
Navigation
2018 2026
Les Qualifications du tournoi masculin de hockey sur gazon aux CAC de 2023 sont l'étape qualificative pour les Jeux d'Amérique centrale et des Caraïbes de 2023. Il se déroulera du 13 au 17 avril 2022.
Les deux premières équipes se qualifieront pour les Jeux d'Amérique centrale et des Caraïbes de 2023.

## Équipes qualifiées
Au total, trois équipes se sont affrontées pour deux places:
- Bermudes
- Porto Rico
- Jamaïque

## Résultats

### Poule
| Rang | Équipe     | J | V | N | P | BP | BC | Diff | Pts | Qualification |
| ---- | ---------- | - | - | - | - | -- | -- | ---- | --- | ------------- |
| 1    | Jamaïque   | 4 | 2 | 2 | 0 | 7  | 3  | +4   | 8   | Jeux CAC 2023 |
| 2    | Porto Rico | 4 | 1 | 3 | 0 | 5  | 2  | +3   | 6   | Jeux CAC 2023 |
| 3    | Bermudes   | 4 | 0 | 1 | 3 | 1  | 8  | -7   | 1   |               |

Source: FIH
En cas d'égalité de points de plusieurs équipes à l'issue des matchs de poule, les critères suivants sont appliqués dans l'ordre indiqué pour établir leur classement:
1. Points de chaque équipe,
2. Matchs gagnés,
3. Différence de buts,
4. Buts pour,
5. Plus grand nombre de points obtenus dans les matchs de poule disputés entre les équipes concernées,
6. Buts marqués en plein jeu.

### Matches
| Match 1             | (-) Bermudes | 0 - 0   | Porto Rico (61) |                                       |                                       |
| 13 avril 2022 11h00 |              | (0 - 0) |                 | Arbitrage : Lance Sarabia Shane Lewis | Arbitrage : Lance Sarabia Shane Lewis |
| 13 avril 2022 11h00 | Rapport      |         |                 | Arbitrage : Lance Sarabia Shane Lewis | Arbitrage : Lance Sarabia Shane Lewis |

Repos:  Jamaïque
| Match 2             | (61) Porto Rico | 1 - 1   | Jamaïque (70) |                                         |                                         |
| 14 avril 2022 09h00 | Rodríguez 29e   | (1 - 1) | 14e Dawson    | Arbitrage : Ayanna McClean Devin Hooper | Arbitrage : Ayanna McClean Devin Hooper |
| 14 avril 2022 09h00 | Rapport         |         |               | Arbitrage : Ayanna McClean Devin Hooper | Arbitrage : Ayanna McClean Devin Hooper |

Repos:  Bermudes
| Match 3             | (93) Bermudes | 1 - 4   | Jamaïque (70)                                     |                                        |                                        |
| 14 avril 2022 18h00 | Simmons 60e   | (0 - 2) | 10e Clarke · 23e Dawson · 46e Vernon · 53e Harris | Arbitrage : Ayanna McClean Shane Lewis | Arbitrage : Ayanna McClean Shane Lewis |
| 14 avril 2022 18h00 | Rapport       |         |                                                   | Arbitrage : Ayanna McClean Shane Lewis | Arbitrage : Ayanna McClean Shane Lewis |

Repos:  Porto Rico
| Match 4             | (93) Bermudes | 0 - 1   | Jamaïque (61) |                                       |                                       |
| 15 avril 2022 18h00 |               | (0 - 0) | 59e Gordon    | Arbitrage : Lance Sarabia Shane Lewis | Arbitrage : Lance Sarabia Shane Lewis |
| 15 avril 2022 18h00 | Rapport       |         |               | Arbitrage : Lance Sarabia Shane Lewis | Arbitrage : Lance Sarabia Shane Lewis |

Repos:  Porto Rico
| Match 5             | (57) Jamaïque  | 1 - 1   | Porto Rico (65)  |                                         |                                         |
| 16 avril 2022 18h00 | Stephenson 45e | (0 - 1) | 15e Fuentes Rios | Arbitrage : Ayanna McClean Devin Hooper | Arbitrage : Ayanna McClean Devin Hooper |
| 16 avril 2022 18h00 | Rapport        |         |                  | Arbitrage : Ayanna McClean Devin Hooper | Arbitrage : Ayanna McClean Devin Hooper |

Repos:  Bermudes
| Match 6             | (93) Bermudes | 0 - 3   | Porto Rico (62)                |                                          |                                          |
| 17 avril 2022 17h00 |               | (0 - 1) | 8e, 60e Agosto · 37e Rodríguez | Arbitrage : Lance Sarabia Ayanna McClean | Arbitrage : Lance Sarabia Ayanna McClean |
| 17 avril 2022 17h00 | Rapport       |         |                                | Arbitrage : Lance Sarabia Ayanna McClean | Arbitrage : Lance Sarabia Ayanna McClean |

Repos:  Jamaïque